# Воры (рассказ)
Воры — рассказ Антона Павловича Чехова. Написан в 1890 году, впервые опубликован в журнале «Новое время» № 5061, 1 апреля, 1890 года с подписью Антон Чехов.

## История
Рассказ «Воры» писался А. П. Чеховым во время подготовки к путешествию на Сахалин. Рассказ был написан к 15 марта 1890 года и отослан в журнал «Новое время», где был напечатал под заглавием «Черти». Издатель А. С. Суворин в письме написал Чехову свое мнение о рассказе. Чехов ответил Суворину: «Вы хотите, чтобы я, изображая конокрадов, говорил бы: кража лошадей есть зло. Но ведь это и без меня давно уже известно. Пусть судят их присяжные заседатели, а мое дело показать только, какие они есть. Я пишу: вы имеете дело с конокрадами, так знайте же, что это не нищие, а сытые люди, что это люди культа и что конокрадство есть не просто кража, а страсть».
Описываемый в рассказе конокрад Мерик встречается в других пьесах и рассказах Чехова: «Неизданная пьеса» или «Безотцовщина» (1879—1881), этюд «На большой дороге».
Для собрания сочинений в издании Маркса автор подверг рассказ переработке. Чехов исключил из текста сцену игры Мерика на балалайке, пения Калашникова, сократил описание пляски Любки и Мерика, убрал рассказ Калашникова о «рыцарских беседах» удалых конокрадов. В первом варианте рассказ заканчивался такой фразой: «И стало ему казаться, что на небе не зарево, а алая кровь Любви, и позавидовал он Мерику». В новом варианте на этом рассказ не заканчивается — в последнем абзаце редакции внимание читателя переключается на фельдшера Ергунова. К фельдшеру после ночной встречи с конокрадами приходит сознание бессмысленности своей «нормальной жизни».
В рассказе присутствуют приметы местности, находящейся под Таганрогом.

## Публикации
Рассказ был впервые напечатан в журнале «Новое время» № 5061, 1 апреля, 1890 года с подписью Антон Чехов.
Рассказ вошло в собрание сочинений Чехова, издаваемое А. Ф. Марксом.

## Сюжет
В рассказе описываются события, происходящие с фельдшером Ергуновым, который однажды возвращался из местечка Репина, куда он ездил за покупками для больницы. Доктор дал ему для поездки свою лучшую лошадь.
По дороге в непогоду он остановился в доме убитого ранее Андрея Чирикова. В доме жили его старуха и дочка Любка.
В доме оказались мошенник и конокрад Калашников и конокрад Мерик. В разговоре фельдшер рассказывает о себе, о своей работе. Потом его угостили, как следует напоили, отчего он посоловел и упустил лошадь. Возвращался он пешком с болью в голове и думал: «Что если сам он до сих пор не стал вором, мошенником или даже разбойником, то потому только, что не умеет или не встречал еще подходящего случая.».
Через полтора года, фельдшер, уволенный из больницы, шел по Репину из трактира и увидел красивое багровое зарево. Оказалось, что это горит двор Андрея Чирикова. Он вспомнил, что случилось с ним года полтора назад, и представил, как горят зарезанные старуха и Любка, позавидовал Мерику. Глядя на дома богатых жителей, он «соображал: хорошо бы ночью забраться к кому побогаче!»

## Экранизация
- 1954 — Воры (ТВ) (США), режиссёр Эдди Дэвис (сериал «Твоя любимая история»)